# 喬治亞·歐姬芙
喬治亞·歐姬芙（英語：Georgia Totto O'Keeffe，1887年11月15日—1986年3月6日）是一位美國藝術家，被列為20世紀的藝術大師之一。歐姬芙的繪畫作品已經成為1920年代美國藝術的經典代表，她以半抽象半寫實的手法聞名，其主題相當具有特色，多為花朵微觀、岩石肌理變化，海螺、動物骨頭、荒涼的美國內陸景觀為主。她的作品中常充滿著同色調的細微變化，組成具有韻律感的構圖，某些時候歐姬芙畫中的物品外輪廓，讓觀者感到此物品的清脆感。

## 青少年時期
歐姬芙出生在美國威斯康辛州的太陽草原市。父親Francis Calyxtus O'Keeffe 和母親Ida Totto O'Keeffe經營乳牛場為生。全家有七位兄弟姐妹，歐姬芙排行第二，上有一位哥哥。
歐姬芙在威斯康辛州長大，就讀市政廳學校，並跟當地的水彩畫家莎拉·曼爾（Sarah Mann）學畫。隨後她到麥迪遜市就讀高中。不過只上了730日（1901年到1903年），原因是他父母在1902年舉家搬到維吉尼亞州的威廉斯堡，讓歐姬芙留在麥迪遜與姑母同住，再唸一年高中。1903年歐姬芙轉學到維吉尼亞的崔頓主教學院，1905年高中畢業。

## 大學之後

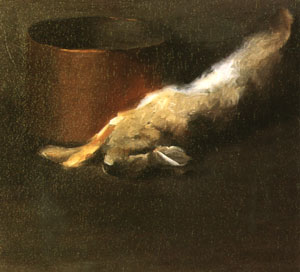
《無題》，1908年

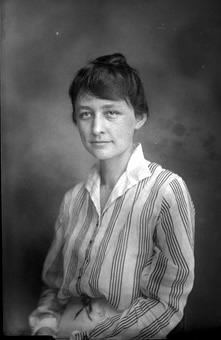
歐姬芙於1915年

大學時，歐姬芙選擇芝加哥藝術學院，2年後她轉去紐約市參加藝術學生聯盟。1908年她師事畫家威廉·馬里特·切斯（William Merritt Chase）。並以油畫「無題」贏得藝術學生聯盟中的威廉·馬里特·切斯獎。此畫作「無題」畫的是一隻死亡的兔子與銅罐。此獎也將歐姬芙送到紐約上州的喬治湖區，參加藝術學生聯盟的夏令學校。1908年，歐姬芙到紐約291畫廊觀賞雕塑家羅丹的水彩畫展時，遇到她未來的先生，也就是畫廊主人兼攝影家，阿爾弗雷德·史蒂格利茲（Alfred Stieglitz）。
1908年歐姬芙回到芝加哥當插畫家，1910年她得了麻疹，返回維吉尼亞的家中休息。在這兩年間，她體認到自己並沒有以畫家維生的覺悟，也無法從學術訓練的框架中跳脫出來，因此幾乎是停止繪畫的狀況。
直到1912年，歐姬芙參加維吉尼亞大學的暑期課程，被老師阿隆·貝蒙（Alon Bement）啟發，貝蒙為歐姬芙介紹了當時教育家阿瑟·衛斯禮·道（Arthur Wesley Dow）的理念：藝術家應善用線、色彩、面與形來詮釋自己的理解和感覺。歐姬芙強烈的被吸引了，並開始嘗試將自己的風格融入其中。
1912年到1914年間，歐姬芙在德州的亞美力哥公立高中教書，夏季時替老師貝蒙當助教，一直到1916年。這段期間，她也曾在紐約的哥倫比亞大學附設教師學院（Teachers College, Columbia University）的課程，並遇到了啟發她的阿瑟·衛斯禮·道。當時是1914年的夏天。
1915年，歐姬芙轉去南卡羅萊納州的哥倫比亞學院教書，1916年，為了要在西德州州立大學謀得教授一職，她曾短暫回去紐約繼續未完的教師學院課程。這一年可說是歐姬芙真正找到自己畫風的一個關鍵時期，一年前她在南卡羅萊納州時，試著用炭筆繪出一系列抽象的主題，並寄給紐約的朋友安妮塔·普力茲分享。安妮塔相當喜愛這系列畫作，遂將作品拿給291畫廊的史蒂格利茲看，他發現了歐姬芙的繪畫天份，當下決定要將這系列畫作展出，1916年的5月，十幅歐姬芙的炭筆畫在291畫廊以團體展的一部份正式展出（據稱當時史蒂格利茲並未通知歐姬芙，是展出之後安妮塔才告知歐姬芙）。1917年的4月和8月，由於第一展出的評價不錯，史蒂格利茲又替歐姬芙辦了兩次個展。
1917年歐姬芙教了幾年書之後，身體狀況不太好，她申請了長假，搬到氣候溫暖的德州聖安東尼奧市，並開始和史蒂格利茲有書信往來，透過書寫，他們逐漸產生感情，於是在1918年5月，歐姬芙接受史蒂格利茲的邀請，在6月10日搬到紐約。

## 紐約時期
史蒂格利茲讓歐姬芙借住在他甥女的個人公寓，兩個月後兩人陷入戀情。於是史蒂格利茲離開妻子艾蒙蘭·歐本梅·史蒂格利茲，開始與歐姬芙生活。兩人在紐約市渡過冬春。夏季和秋季則回到史蒂格利茲的家鄉喬治湖。歐姬芙在喬治湖畔畫了不少的寫生作品，透過史蒂格利茲經營藝廊的經驗，也陸續以相當好的價錢賣出許多作品，這些作品裡開始是一些水彩或素描，後來大多數都是油畫，而且越畫越大張，主題也越來越豐富。甚至有些是曼哈頓的都市高樓風景與夜景，色彩、線、面都已表現出歐姬芙個人的強烈風格。
在1918年到1924年間，歐姬芙也認識不少史蒂格利茲在紐約的朋友，如查理斯·德穆斯，阿瑟·德夫（Arthur Dove），馬森·哈特利（Marsden Hartley），約翰·馬林，保羅·史川德（Paul Strand）和愛德華·史泰欽。這些朋友都是美國重要的現代主義畫家與攝影家，他們對於現代主義的想法和畫風，也影響了歐姬芙。
身為知名攝影師的史蒂格利茲，在1917年歐姬芙第一次在他的畫廊舉辦個展時，就以相機留下了她的身影，兩人住在一起之後，也陸續替她拍了許多攝影作品。1921年的2月，史蒂格利茲舉辦了攝影展。展出共有45張作品，其中多數都是歐姬芙本人，甚至有數張是裸露的，這個展使歐姬芙無可避免的成為眾人話題焦點。
1924年，史蒂格利茲與妻子離婚，並與歐姬芙兩人結為連理，這一年，她開始了最著名的花卉系列，大幅的花朵內部微觀圖，以微妙的曲線和漸層色，組成神秘又具有生命力的構圖。這一系列畫作在1925年展出時，將歐姬芙推到繪畫生涯中的第一個高峰，其中一幅「海芋」以兩萬五千美元賣出，是當時在世藝術家畫作的最高價。也奠定她代表1920年代美國畫家的地位。

## 新墨西哥州時期

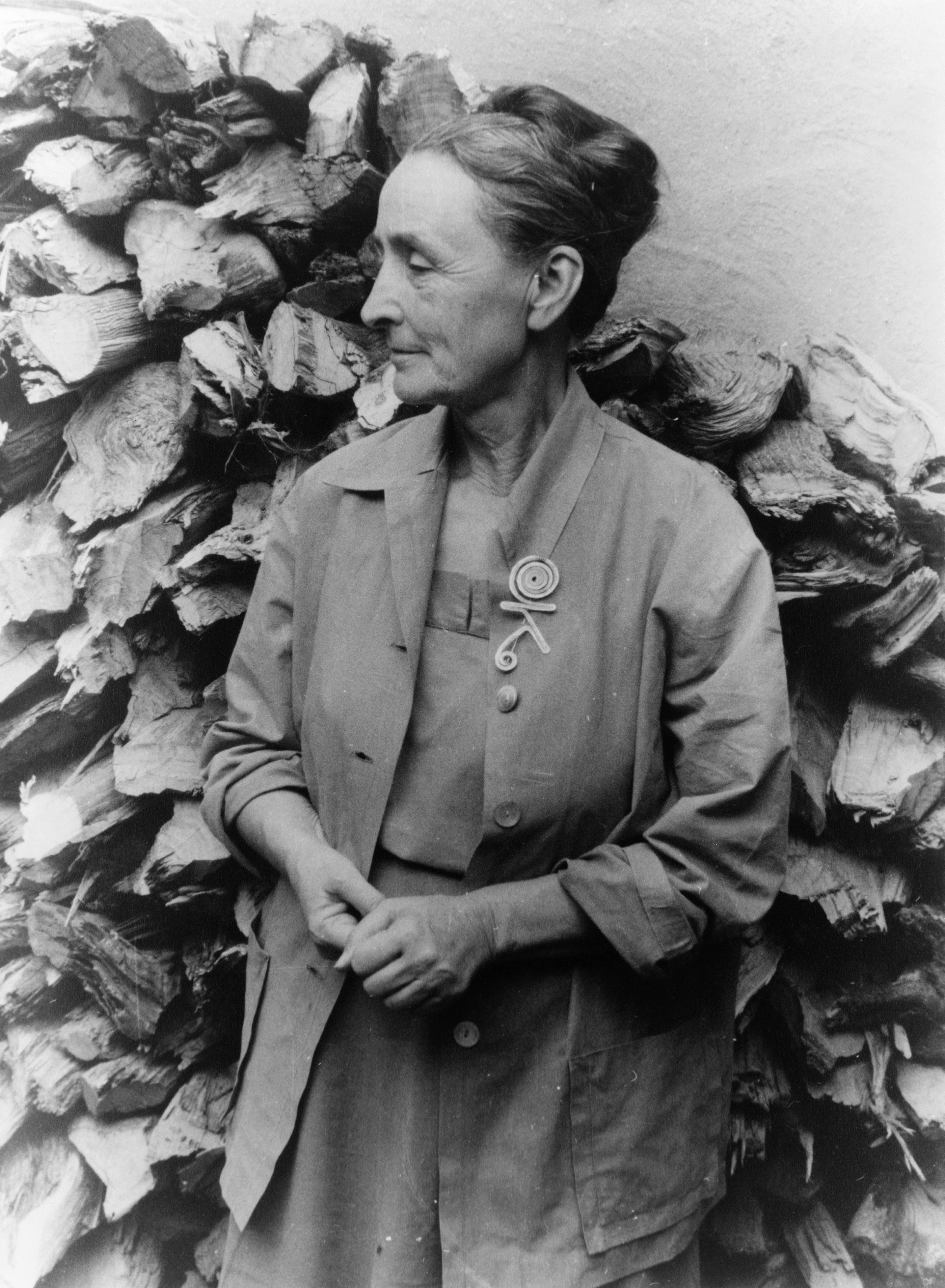
晚年的歐姬芙，攝影：卡尔·范·韦克滕, 1950年

美國新墨西哥州對歐姬芙的中年與晚年生活來說，是相當重要的，在1929年歐姬芙與羅貝卡·史川德拜訪該州的聖大非與陶斯之後，她就深深的受到該地景觀、色彩、岩石的吸引，此後在1929年到1949年間，每年都會到該州旅行（歐姬芙第一次到新墨西哥州的時間最早可追溯到1917年）。1930年她整個夏天都待在該州，收集沙漠上的動物白骨、岩石，寫生並帶這些材料回到紐約作畫。1932年年底到1933年年初，歐姬芙生了一場大病，癒後曾到加勒比海的百慕達休養，在1934年1月才又執筆繪畫。1934年的夏季她再度到新墨西哥州時，無意中發現幽靈牧場，在該地畫了相當多的峽谷、沙漠、荒野的作品。
就在歐姬芙頻繁來往新墨西哥州和紐約市的這些年間，她的聲望也越來越廣，在紐約市，她接受了幾個榮譽獎項，其中有兩個女性成就獎（one-woman retrospectives）還有芝加哥藝術學院的第一個榮譽學位，以及1946年紐約現代藝術博物館所辦的第一個女性畫家個展。1938年威廉與瑪莉學院的榮譽學位，1940年惠特尼博物館的畫冊印刷贊助等。
1946年，史蒂格利茲過世，此後三年，歐姬芙都留在紐約市，除了處理史蒂格利茲的遺產外，幾乎沒有畫作。1949年她正式移居到新墨西哥州，開始在荒漠裡獨居作畫的生活。在整個1950年代，歐姬芙畫了許多泥磚屋等建築景觀主題，還有荒漠夜色，黃昏，與較小型的意像作品等。1958年的《月梯》（ladder to the Moon）就是代表作品之一。1958年到1960年間，歐姬芙也開始國外旅行，並將旅行中的風景，融入作畫中。如1962年與1963年的系列《雲上》（Above the Clouds）就是在搭乘飛機時所得到的靈感。

## 晚年
1962年，美國國家藝術文學協會經過評選，將歐姬芙正式列入五十位傑出成員之一。也是這個時期，75歲的歐姬芙視力開始衰退，診斷之後發現得了黃斑點退化症（Macular Degeneration）這個眼病讓她逐漸損失中央視力和色覺。定居在幽靈牧場的歐姬芙轉向立體雕塑創作，並積極的治療自己的眼病，1973年秋天，年輕的陶藝家尚·漢密爾頓（Juan Hamilton）到幽靈牧場找工作。歐姬芙雇用他幫忙家事處理，兩人很快就變成了關係緊密的伴侶。
歐姬芙除了陶藝創作外，也開始將自己的生平寫成回憶錄。《喬治亞·歐姬芙回憶錄》（Georgia O'Keeffe）在1976年出版。佩里·米勒·阿達托（Perry Miller Adato）的同名紀錄片則在1977年完成，並在全國電視上播放。1972年，歐姬芙獨力完成最後一幅油畫《未來》（The Beyond）。此後到1978年間則以炭筆與水彩畫為主。1978年到1984年間，多以石墨畫為主。
1984年，歐姬芙遷出幽靈牧場，搬到較大的城市聖大非，以便獲得較好的醫療照顧。1986年3月6日，98歲的她在聖文森醫院過世。骨灰被灑在她生前作畫多次的皮德農山，從此山能看到她的幽靈牧場。歐姬芙過世後，美國國家傑出女性榜將她列入其中。在她有生之年，一共獲頒10個榮譽學位，有不少以她為主的相關書籍陸續出版，美國郵政也曾在1927年將她的《紅罌粟花》印成郵票。

## 遺產
由於1980年代歐姬芙修改遺囑，將幽靈農場和其他遺產都留給漢密爾頓，其家人認為相當不公。1986年，歐姬芙的家人與漢密爾頓為了遺產問題訴諸公堂。此遺產之爭最後庭外和解，兩方同意成立非營利基金會，負責保管和展出歐姬芙的作品。
1997年，歐姬芙博物館在聖大非市成立。基金會也正式轉入博物館中，展出她的攝影、畫作、檔案等等。今日歐姬芙的作品主要有下列博物館收藏，除歐姬芙博物館外，還有大都會博物館、芝加哥藝術學院、波士頓美術館、費城美術館與美國國家畫廊。
1993年，一名堪薩斯州銀行家R. Crosby Kemper Jr花了550萬美元買下藝術經銷商Gerald Peters手中的28幅水彩畫，經銷商聲稱是歐姬芙在1916年到1918年間的畫作，名為《峽谷國度》（The Canyon Suite），隨後銀行家將這些畫捐給美國密蘇里州堪薩斯市坎貝爾當代藝術博物館。這些畫作並沒有被歐姬芙博物館列入作品名錄，經查證後為偽畫。2001年經銷商Peters將550萬美元退給Kempers。
1999年，歐姬芙博物館館長芭芭拉與研究中心的愛密麗一同出版了作品目錄，2029件作品，共有兩大冊，完整的列出從1901年到1984年裡歐姬芙作品的年代和細節。

## 傳記
- 《喬治亞·歐姬芙回憶錄》（Georgia O'Keeffe）

### 電影
以歐姬芙一生為主題的電影有：
- 《喬治亞·歐姬芙回憶錄》（Georgia O'Keeffe，1977）
- 《歐姬芙回憶錄》（Georgia O'Keeffe，2009）

## 年表[1]
1887 年：歐姬芙11月15日誕生於威斯康辛州陽光草原鎮。
1903 年：隨家人遷居維吉尼亞洲威廉斯堡，完成高中學業。
1905 年：進入芝加哥藝術學院就讀。
1907 年：染上傷寒，痊癒後轉入紐約藝術聯盟。
1908 年：首度造訪史蒂格利茲經營的291藝廊。
1912 年：在維吉尼亞州及德州教美術。
1914 年：在紐約哥倫比亞大學教師學院受教於阿瑟．道一年。
1915 年：在南卡羅萊納州哥倫比亞學院任教。
1916 年：五月，史蒂格利茲在291藝廊展出歐姬芙的畫。秋天，歐姬芙前往德州教書，直到隔年為止。
1917 年：史蒂格利茲為歐姬芙舉辦首度個展，並同時展出專為歐姬芙拍的個人照片。
1918 年：歐姬芙遷居紐約，在史蒂格利茲的財力支持下，她可以專心做畫。
1923 年：史蒂格利茲在安德森藝廊為她舉辦第一次大型畫展，展出一百幅畫。
1924 年：安德森藝廊展出歐姬芙51幅畫、61張個人照片。
1925 年：安德森藝廊「七個美國人」畫展，歐姬芙首度推出「花」的主題。
1926 年：從今年起至1930年，歐姬芙的畫皆於Intimate藝廊展出。
1929 年：四月，歐姬芙旅行至新墨西哥，從此她每年夏天必返回。
1930 年：從今年起至1950年，歐姬芙的畫都在史蒂格利茲新開的「一個美國地方」展出。
1932 年：接連兩年，歐姬芙因精神崩潰，入院治療。
1934 年：紐約大都會博物館第一次收藏歐姬芙的畫作。整個夏天，歐姬芙待在幽靈牧場，1940年終於買下一屋及一片地。
1939 年：紐約世界博覽會選歐姬芙為五十年來最傑出的女性。
1943 年：芝加哥藝術學院舉辦歐姬芙第一次回顧展。
1945 年：歐姬芙買下阿必Ｑ的一座破落泥磚屋，花三年時間整修。
1946 年：五月，紐約現代美術館為歐姬芙舉行回顧展，也是首度為女性畫家舉辦個展。7月13日史蒂格利茲過世，享年82歲。
1949 年：處理完史蒂格利茲後事，歐姬芙永久遷居新墨西哥。
1953 年：66歲，歐姬芙初訪歐洲，遊歷法國、西班牙。
1956 年：歐姬芙遊秘魯、安地斯山三個月，造訪印加遺址。
1959 年：歐姬芙環遊世界三個月，其中七個禮拜待在印度，也曾在台灣短暫停留。
1960 年：歐姬芙旅行日本及太平洋諸島。
1961 年：歐姬芙到科羅拉多河激流泛舟，1969、1970再度泛舟。
1962 年：獲選為美國人文藝術學院院士。
1963 年：歐姬芙遊歷希臘、埃及和中東。
1970 年：歐姬芙至此為止最大回顧展，在紐約惠特尼美術館舉行。
1971 年：歐姬芙的視力嚴重退化。
1973 年：在年輕助璜．漢默頓的鼓舞下，歐姬芙嘗試捏陶。在漢默頓陪伴下，歐姬芙旅行摩洛哥、瓜地馬拉、哥斯達黎加和夏威夷。
1976 年：維京出版社出版大開本《喬琪亞．歐姬芙》畫傳。
1978 年：大都會博物館為史蒂格利茲舉辦攝影展，展出當年他所拍的歐姬芙照片。
1983 年：歐姬芙最後一次出國旅行，行腳至太平洋沿岸及哥斯達黎加。
1986 年：歐姬芙3月6日逝於聖塔菲，享年98歲。
1987 年：歐姬芙紀念館在聖塔菲開幕。

## 外部連結
- National Museum of Women in the Arts 歐姬芙生平簡介
- artst.org 歐姬芙畫作
- Georgia O'Keeffe Museum（页面存档备份，存于） 歐姬芙博物館
- ellensplace網站介紹
- 歐姬芙-女畫家傳奇的一生/成寒
- 用Google看歐姬芙的畫作[永久]
- 英文的歐姬芙名言（页面存档备份，存于）
- 知名的美國攝影師Todd Webb為晚年的歐姬芙所拍的攝影作品